# 1855 na ciência

## Eventos
- Benjamin Silliman promove os métodos de craqueamento do petróleo, que torna a possível a indústria petroquímica moderna.[1]

## Nascimentos
| Data           | Nome            | Profissão                  | Nacionalidade          | Observações                    | Ref   |
| -------------- | --------------- | -------------------------- | ---------------------- | ------------------------------ | ----- |
| 31 de dezembro | Friedrich Becke | mineralogista e petrógrafo | Império Austro-Húngaro | m. 1931 Medalha Wollaston 1929 | [ 2 ] |

## Mortes
| Data        | Nome              | Profissão | Nacionalidade         | Observações                    | Ref   |
| ----------- | ----------------- | --------- | --------------------- | ------------------------------ | ----- |
| 13 de abril | Henry De la Beche | geólogo   | Reino da Grã-Bretanha | n. 1796 Medalha Wollaston 1855 | [ 2 ] |

## Prémios
Medalha Copley
- Jean Bernard Léon Foucault[3]